# ایناشیکی، ایباراکی
ایناشیکی در استان ایباراکی در کشور ژاپن واقع شده‌است که دارای جمعیت ۴۸٬۱۲۵ نفر و مساحت ۱۷۸٫۱۲ کیلومتر مربع با تراکم جمعیت ۲۷۰ نفر در کیلومترمربع است و در تاریخ ۲۲ مارس ۲۰۰۵ به عنوان شهر شناخته شد.